# Hersey (Maine)
Hersey es un pueblo ubicado en el condado de Aroostook en el estado estadounidense de Maine. En el Censo de 2010 tenía una población de 83 habitantes y una densidad poblacional de 0,8 personas por km².

## Geografía
Hersey se encuentra ubicado en las coordenadas 46°4′37″N 68°21′29″O / 46.07694, -68.35806. Según la Oficina del Censo de los Estados Unidos, Hersey tiene una superficie total de 103.25 km², de la cual 102.7 km² corresponden a tierra firme y (0.53%) 0.55 km² es agua.

## Demografía
Según el censo de 2010, había 83 personas residiendo en Hersey. La densidad de población era de 0,8 hab./km². De los 83 habitantes, Hersey estaba compuesto por el 100% blancos, el 0% eran afroamericanos, el 0% eran amerindios, el 0% eran asiáticos, el 0% eran isleños del Pacífico, el 0% eran de otras razas y el 0% pertenecían a dos o más razas. Del total de la población el 0% eran hispanos o latinos de cualquier raza.